# Dieter Prestin
Dieter Prestin est un footballeur allemand évoluant au poste de défenseur né le 23 août 1956 à Hürth, une ville proche de Cologne.

## Biographie
Professionnel entre 1975 et 1989, il effectue sa carrière dans un seul et unique club, le FC Cologne.

## Palmarès
- Championnat d'Allemagne : 1978
- Coupe d'Allemagne : 1977, 1978, 1983